# Wahlkreis Reggio Calabria (Camera dei deputati)
Der Wahlkreis Reggio Calabria ist seit 2017 ein Wahlkreis (italienisch collegio elettorale) für die Wahl der Abgeordnetenkammer.

## Von 2017 bis 2020

### Wahlkreisgebiet
Der Wahlkreis umfasste 29 Gemeinden: Bagaladi, Bagnara Calabra, Bova, Bova Marina, Brancaleone, Bruzzano Zeffirio, Calanna, Campo Calabro, Cardeto, Condofuri, Ferruzzano, Fiumara, Laganadi, Melito di Porto Salvo, Montebello Jonico, Motta San Giovanni, Palizzi, Reggio Calabria, Roccaforte del Greco, Roghudi, San Lorenzo, San Roberto, Sant’Alessio in Aspromonte, Sant’Eufemia d’Aspromonte, Santo Stefano in Aspromonte, Scilla, Sinopoli, Staiti und Villa San Giovanni.

### Wahlergebnisse

#### Parlamentswahl 2018
| Kandidaten               | Kandidaten                  | Stimmen | %    | Listen                                      | Stimmen | %    |
| ------------------------ | --------------------------- | ------- | ---- | ------------------------------------------- | ------- | ---- |
|                          | Federica Dienigewählt       | 45.997  | 36,6 | Movimento 5 Stelle                          | 45.997  | 36,6 |
|                          | Francesco Talarico          | 44.480  | 35,3 | Forza Italia                                | 24.990  | 19,9 |
| Lega                     | Francesco Talarico          | 44.480  | 35,3 | 7.970                                       | 6,3     |      |
| Fratelli d’Italia        | Francesco Talarico          | 44.480  | 35,3 | 7.123                                       | 5,7     |      |
| Noi con l’Italia – UDC   | Francesco Talarico          | 44.480  | 35,3 | 4.397                                       | 3,5     |      |
|                          | Vincenzo D’Ascola           | 23.797  | 18,9 | Partito Democratico                         | 19.083  | 15,2 |
| Italia Europa Insieme    | Vincenzo D’Ascola           | 23.797  | 18,9 | 2.010                                       | 1,6     |      |
| +Europa                  | Vincenzo D’Ascola           | 23.797  | 18,9 | 1.755                                       | 1,4     |      |
| Civica Popolare          | Vincenzo D’Ascola           | 23.797  | 18,9 | 949                                         | 0,8     |      |
|                          | Domenica Vinci              | 4.720   | 3,8  | Liberi e Uguali                             | 4.720   | 3,8  |
|                          | Roberta Riso                | 1.568   | 1,2  | CasaPound Italia                            | 1.568   | 1,2  |
|                          | Alessia Stelitano           | 1.295   | 1,0  | Potere al Popolo!                           | 1.295   | 1,0  |
|                          | Raffaella Brancati          | 1.206   | 1,0  | Il Popolo della Famiglia                    | 1.206   | 1,0  |
|                          | Antonino Roschetti          | 897     | 0,7  | Partito Valore Umano                        | 897     | 0,7  |
|                          | Maria Cristiana Giovannelli | 777     | 0,6  | Italia agli Italiani (FT – FN)              | 777     | 0,6  |
|                          | Mariangela Verardi          | 719     | 0,6  | Partito Comunista                           | 719     | 0,6  |
|                          | Carmela Crapanzano          | 267     | 0,2  | Per una Sinistra Rivoluzionaria (SCR – PCL) | 267     | 0,2  |
|                          | Angela Trovato              | 119     | 0,1  | Lista del Popolo per la Costituzione        | 119     | 0,1  |
| Gesamt                   | Gesamt                      | 125.842 | 100  |                                             | 125.842 | 100  |
|                          |                             |         |      |                                             |         |      |
| Ungültige Stimmen        | Ungültige Stimmen           | 6.144   | 4,7  |                                             |         |      |
| Wähler                   | Wähler                      | 131.986 | 61,5 |                                             |         |      |
| Wahlberechtigte          | Wahlberechtigte             | 214.539 |      |                                             |         |      |
|                          |                             |         |      |                                             |         |      |
| Quelle: Innenministerium |                             |         |      |                                             |         |      |

## Seit 2020

### Wahlkreisgebiet
| Wahlkreise – Camera dei deputati – Kalabrien | Wahlkreise – Camera dei deputati – Kalabrien     | Wahlkreise – Camera dei deputati – Kalabrien                |
| Provinz                                      | Provinz                                          | Gemeinden nach Provinzen ⮞ Wahlkreis                        |
| -------------------------------------------- | ------------------------------------------------ | ----------------------------------------------------------- |
|                                              | Metropolitanstadt Reggio Calabria (97 Gemeinden) | 71 ⮞ Wahlkreis Reggio Calabria 26 ⮞ Wahlkreis Vibo Valentia |
|                                              | Provinz Catanzaro (80 Gemeinden)                 | alle ⮞ Wahlkreis Catanzaro                                  |
|                                              | Provinz Cosenza (150 Gemeinden)                  | 98 ⮞ Wahlkreis Cosenza 52 ⮞ Wahlkreis Corigliano-Rossano    |
|                                              | Provinz Crotone (27 Gemeinden)                   | alle ⮞ Wahlkreis Corigliano-Rossano                         |
|                                              | Provinz Vibo Valentia (50 Gemeinden)             | alle ⮞ Wahlkreis Vibo Valentia                              |

Der Wahlkreis umfasst 71 Gemeinden der Metropolitanstadt Reggio Calabria: Africo, Agnana Calabra, Antonimina, Ardore, Bagaladi, Benestare, Bianco, Bivongi, Bova, Bova Marina, Bovalino, Brancaleone, Bruzzano Zeffirio, Calanna, Camini, Campo Calabro, Canolo, Caraffa del Bianco, Cardeto, Careri, Casignana, Caulonia, Ciminà, Condofuri, Cosoleto, Delianuova, Ferruzzano, Fiumara, Gerace, Gioiosa Ionica, Grotteria, Laganadi, Locri, Mammola, Marina di Gioiosa Ionica, Martone, Melicuccà, Melito di Porto Salvo, Monasterace, Montebello Jonico, Motta San Giovanni, Palizzi, Pazzano, Placanica, Platì, Portigliola, Reggio di Calabria, Riace, Roccaforte del Greco, Roccella Ionica, Roghudi, Samo, San Giovanni di Gerace, San Lorenzo, San Luca, San Procopio, San Roberto, Santa Cristina d’Aspromonte, Sant’Agata del Bianco, Sant’Alessio in Aspromonte, Sant’Eufemia d’Aspromonte, Sant’Ilario dello Ionio, Santo Stefano in Aspromonte, Scido, Scilla, Siderno, Sinopoli, Staiti, Stignano, Stilo und Villa San Giovanni.

### Wahlergebnisse

#### Parlamentswahl 2022
| Kandidaten                          | Kandidaten                  | Stimmen | %    | Listen                                                  | Stimmen | %    |
| ----------------------------------- | --------------------------- | ------- | ---- | ------------------------------------------------------- | ------- | ---- |
|                                     | Francesco Cannizzarogewählt | 65.916  | 47,6 | Fratelli d’Italia                                       | 30.025  | 21,7 |
| Forza Italia                        | Francesco Cannizzarogewählt | 65.916  | 47,6 | 27.040                                                  | 19,5    |      |
| Lega per Salvini Premier            | Francesco Cannizzarogewählt | 65.916  | 47,6 | 6.561                                                   | 4,7     |      |
| Noi Moderati                        | Francesco Cannizzarogewählt | 65.916  | 47,6 | 2.290                                                   | 1,7     |      |
|                                     | Domenico Battaglia          | 29.041  | 21,0 | Partito Democratico – Italia Democratica e Progressista | 23.937  | 17,3 |
| Alleanza Verdi e Sinistra           | Domenico Battaglia          | 29.041  | 21,0 | 2.347                                                   | 1,7     |      |
| +Europa                             | Domenico Battaglia          | 29.041  | 21,0 | 1.796                                                   | 1,3     |      |
| Impegno Civico – Centro Democratico | Domenico Battaglia          | 29.041  | 21,0 | 961                                                     | 0,7     |      |
|                                     | Fabio Foti                  | 28.154  | 20,3 | Movimento 5 Stelle                                      | 28.154  | 20,3 |
|                                     | Giovanni Latella            | 6.091   | 4,4  | Azione – Italia Viva                                    | 6.091   | 4,4  |
|                                     | Antonio Guerrieri           | 2.200   | 1,6  | Unione Popolare                                         | 2.200   | 1,6  |
|                                     | Antonino Massara            | 2.002   | 1,4  | Italia Sovrana e Popolare                               | 2.002   | 1,4  |
|                                     | Pietro Vincenzo Marcianò    | 1.858   | 1,3  | Italexit per l’Italia                                   | 1.858   | 1,3  |
|                                     | Norberto Natali             | 755     | 0,5  | Partito Comunista Italiano                              | 755     | 0,5  |
|                                     | Cristina Campolo            | 505     | 0,4  | Partito Animalista – UCDL – 10 Volte Meglio             | 505     | 0,4  |
|                                     | Maria Teresa Femia          | 464     | 0,3  | Sud chiama Nord                                         | 464     | 0,3  |
|                                     | Rosa Canale                 | 459     | 0,3  | Alternativa per l’Italia (PdF – Exit)                   | 459     | 0,3  |
|                                     | Zaira Viviana Lenzi         | 418     | 0,3  | Vita                                                    | 418     | 0,3  |
|                                     | Luigi Catalano              | 382     | 0,3  | Noi di Centro – Europeisti                              | 382     | 0,3  |
|                                     | Carlo Fiumanò               | 109     | 0,1  | Forza del Popolo                                        | 109     | 0,1  |
| Gesamt                              | Gesamt                      | 138.354 | 100  |                                                         | 138.354 | 100  |
|                                     |                             |         |      |                                                         |         |      |
| Ungültige Stimmen                   | Ungültige Stimmen           | 7.461   | 5,1  |                                                         |         |      |
| Wähler                              | Wähler                      | 145.815 | 49,4 |                                                         |         |      |
| Wahlberechtigte                     | Wahlberechtigte             | 295.188 |      |                                                         |         |      |
|                                     |                             |         |      |                                                         |         |      |
| Quelle: Innenministerium            |                             |         |      |                                                         |         |      |